# Commission électorale centrale de la république d'Arménie
Pour les articles homonymes, voir Commission électorale centrale.
La Commission électorale centrale de la république d'Arménie (en arménien Հայաստանի Հանրապետության կենտրոնական ընտրական հանձնաժողովը, abrégé en ԿԸՀ ou CEC selon la traduction anglaise) est l'organisme public chargé de l'organisation et du contrôle des élections et des référendums en Arménie. Établie en 1995, elle compte sept membres nommés par le président arménien pour un terme de six ans.
Son siège est situé à Erevan, la capitale.